# ACE (Aerolíneas CEMESA)
Aerolíneas Cemesa era una empresa relacionada con inversiones hoteleras en Andalucía y con el servicio de grúa municipal de Madrid que intentó crear unas "primeras líneas andaluzas" en 1980 y 1981, volando con el CASA C-212 Aviocar de Construcciones Aeronáuticas, fabricado en Sevilla. Cesó sus operaciones en 1981.

## Antiguos destinos
Aerolíneas Cemesa voló a los siguientes destinos:
| Destinos | Aeropuertos                 |
| -------- | --------------------------- |
| Almería  | Aeropuerto de Almería       |
| Granada  | Aeropuerto de Granada       |
| Málaga   | Aeropuerto de Málaga        |
| Melilla  | Aeropuerto de Melilla       |
| Sevilla  | Aeropuerto de Sevilla (HUB) |

## Flota histórica
Aerolíneas Cemesa sólo contó en su corta existencia con un solo avión:
| Aeronaves          | Total | Introducido | Retirado | Matrículas |
| ------------------ | ----- | ----------- | -------- | ---------- |
| CASA C-212 Aviocar | 1     | 1980        | 1981     | EC-DKU     |